# Фомін Акім Феофанович
Акім Феофанович Фомін (нар. 1914, Балта, Російська імперія — пом. 1976, Одеса, СРСР) — радянський футболіст, нападник, футбольний тренер та суддя третьої категорії.

## Життєпис
Народився навесні 1914 року в місті Балта, Подільська губернія. До Революції сім'я переїхала в Одесу. Акім був змушений змінити ім'я та по батькові на Кім Євгенович Фомін, у зв'язку з тиском з боку Радянської влади. Справжні ім'я та по батькові — Акім Феофанович.
Сім'я жила на вулиці Земській 22, якраз поряд з «серцем» Одеського футболу 20х років — Куликовим Полем. На цій величезній футбольній арені, було кілька полів і незлічена кількість майданчиків. Там виросло кілька поколінь спортсменів, які залишили певний слід в одеському футболі.

## Кар'єра тренера
Після феноменального сезону 1962 змінив на посаді старшого тренера СКА який поїхав до Дніпропетровська, разом з Анатолієм Зубрицьким та Матвієм Черкаським керував «Чорноморцем». До нього в помічники призначили Володимира Шемєлєва. Фомін встиг на сторінках газет проголосити:

Наша мета — стати чемпіонами республіки

але незабаром на його місце був призначений майор Віктор Федоров, а Акім Феофанович, у свою чергу, відправився керувати вже знайомим йому колективом із Жовтих Вод, але цього разу в «Авангарді» він числився на посаді старшого тренера.